# فرودگاه تامکارکا
فرودگاه تامکارکا (انگلیسی: Thamkharka Airport) یک فرودگاه همگانی با کد ایکائو VNTH است. این فرودگاه در کشور نپال قرار دارد و در ارتفاع ۵۷۹ متری از سطح دریا واقع شده است.

## شرکت‌ها و مقصدهای پروازی
| شرکت‌های هواپیمایی | مقصدهای پروازی                                |
| ----------------- | --------------------------------------------- |
| نپال ایرلاینز     | فرودگاه بیراتناگر، فرودگاه بین‌المللی تریبهوان |